# The Baltimore Waltz
The Baltimore Waltz è un'opera teatrale della drammaturga statunitense Premio Pulitzer Paula Vogel, debuttata a New York nel 1992.

## Trama
Dopo aver contratto la mortale ATD (Acquired Toilet Disease) dal gabinetto del bagno della scuola in cui insegna, Anna si concede un viaggio in Europa con il fratello Carl per fare turismo e cercare una cura. Insieme a loro c'è il terzo uomo, una figura misteriosa uscita da un film con Orson Welles. La consapevolezza della propria morte imminente rende Anna promiscua e la donna fa sesso con moltissimi uomini durante il viaggio, una scelta approvata ed incoraggiata dal fratello gay. Alla fine si scopre che l'intera avventura si è in realtà svolta in una camera d'ospedale a Baltimora, dove Carl sta morendo di AIDS e Anna gli racconta storie di fantastici viaggi per distrarlo dal dolore.

## Produzioni
The Baltimore Waltz è una delle più autobiografiche delle opere della Vogel, ispirata alla morte per complicazioni dovute all'HIV del fratello Carl, con cui aveva effettivamente pianificato un viaggio (mai realizzato) in Europa. La prima della pièce debuttò al Circle Repertory Company di New York e rimase in cartellone dal 29 gennaio al 15 marzo 1992. Diretta da Anne Bogart, la produzione era interpretata da Cherry Jones (Anna), Richard Thompson (Carl) e Joe Mantello (Terzo Uomo). Il dramma ha vinto l'Obie Award per la migliore opera teatrale e l'acclamata interpretazione di Cherry Jones fu premiata nella categoria di migliore attrice. Nel 2004 il dramma è stato riproposto a New York, in scena al Signature Theatre da dicembre fino al gennaio 2005, con Kristen Johnston e David Marshall Grant nei ruoli di Anna e Carl.